# 1 Brygada Kawalerii (Carstwo Bułgarii)
1 Brygada Kawalerii (bułg. Първа конна дивизия) – bułgarski związek taktyczny okresu Trzeciego Carstwa.

## Formowanie
W grudniu 1903 podjęto decyzję o reorganizacji jednostek kawalerii. Zmiany w jej składzie zapoczątkowało sformowanie dwóch brygad, które posiadały w swoim składzie po dwa pułki kawalerii i utworzenie na bazie dywizjonu lejbgwardii pułku. Kolejnym etapem było w 1907 zwiększenie liczby pułków kawalerii do dziesięciu i powołanie do życia trzeciej brygady kawalerii. Tym sposobem Inspektoratowi Kawalerii podlegały trzy brygady, pułk lejbgwardii oraz utworzona w Sofii w 1899 Szkoła Kawalerii i stadnina w Bożuriszte.

## Struktura organizacyjna
Stan w 1907:
- dowództwo brygady – Sofia
- 1 pułk kawalerii – Sofia
- 2 pułk kawalerii – Łom
- 5 pułk kawalerii – Berznik